# Werner Schünemann
Werner Schünemann (født d. 21. februar 1959) er en brasiliansk skuespiller og filminstruktør. Han blev født i Porto Alegre i en familie af tysk afstamning. Han voksede op i Novo Hamburgo og startede med at spille suespil i en alder af 15 år. Han grundlagde Casa de Cinema de Porto Alegre. Han har også arbejdet som med reklamer og politiske kampagner på fjernsyn.

## Udvalgt filmografi
| År   | Titel                    | Rolle | Noter |
| ---- | ------------------------ | ----- | ----- |
| 2012 | Lado a Lado              |       |       |
| 2012 | As Brasileiras           |       |       |
| 2010 | Passione                 |       |       |
| 2008 | Beleza Pura              |       |       |
| 2007 | Duas Caras               |       |       |
| 2005 | América                  |       |       |
| 2004 | Começar de Novo          |       |       |
| 2004 | Almost Brothers          |       |       |
| 2003 | Kubanacan                |       |       |
| 2003 | A Casa das Sete Mulheres |       |       |